# ブロードバンドナビ
ブロードバンドナビ株式会社は兵庫県西宮市に本社をおく、通信サービス取次事業会社である。

## 企業概要
2009年2月に設立。
通信ネットワーク回線・プロバイダ等の販売取次業、BBN WiMAXなどの通信事業、WEB企画・製作、WEBコンサルティングを行う。